# Strange Nature
Strange Nature è un film del 2018 diretto da Jim Ojala.
Ecothriller indipendente sceneggiato dallo stesso regista, al suo debutto, ispirato da una reale pandemia di massa di rane deformi scoperte nel Minnesota. La trama di Strange Nature segue un'ex pop star (Lisa Sheridan) ed il suo giovane figlio (Jonah Beres) che si trasferiscono nel Minnesota rurale per riconnettersi con il padre estraneo (Bruce Bohne), solo per trovarsi in pericolo quando le mutazioni iniziano a infettare animali e umani.
Girato in Minnesota nell'estate del 2014, Strange Nature ha trascorso diversi anni in post-produzione prima di fare il suo debutto cinematografico a settembre 2018, dove ha incontrato critiche contrastanti.

## Produzione
Il regista e sceneggiatore Jim Ojala, originario di Duluth, Minnesota, seguì gli eventi delle mutazioni delle rane mentre si verificavano; come ha ricordato in un'intervista del 2018, "vedere queste rane dall'aspetto mutante selvaggio sulla prima pagina del vostro giornale locale sembrava come se la fantascienza/horror prendessero vita". Mentre Ojala progrediva nella sua carriera di regista ed artista di effetti speciali e le popolazioni di rane deformi continuavano a crescere in tutto il mondo, attingeva alle mutazioni come base per il suo debutto cinematografico, sorpreso che un film o un documentario non fossero mai stati fatti sull'argomento. Ojala ha scritto la sceneggiatura di Strange Nature all'inizio della metà degli anni 2000 ed ha citato il libro di saggistica di William Souder del 2000 A Plague of Frogs come una delle principali fonti di fatti e teorie scientifiche del film. Durante la pre-produzione, Ojala si è consultato con diversi ecologi di spicco sul fenomeno delle rane deformate, una delle quali era così favorevole al film che hanno fornito alla produzione vere e proprie rane deformate che sono state utilizzate in diverse scene.
Secondo Ojala, ha definito Strange Nature come "Erin Brockovich...con mostri". Diversi produttori inizialmente hanno mostrato interesse per il progetto, sebbene molti di loro abbiano espresso scetticismo sull'insistenza di Ojala sulle riprese e sull'uso del cast e della troupe del Minnesota, preferendo girare in luoghi più comunemente usati come la Louisiana o la Bulgaria. Alcuni produttori si sono trovati in contrasto con l'insolito tono drammatico e realistico della sceneggiatura e hanno chiesto riscritture per adattarsi ai tropi più tradizionali dell'orrore o della fantascienza: "Un produttore ha detto che avrei dovuto finire il film con la ragione per cui le deformità sono aliene", Ha ricordato Ojala, "Io non ho mai più parlato con quel produttore". Per mantenere un maggiore controllo creativo sul film, è stata lanciata una campagna Kickstarter per aiutare a finanziare in modo indipendente una parte di Strange Nature, fissando un obiettivo di 45000 $. Grazie alla reputazione di Ojala nell'industria cinematografica come artista di effetti speciali, la campagna è stata promossa da un'importante pubblicazione horror come Fangoria e ha raggiunto con successo il suo obiettivo, raccogliendo un totale di 46088 $.
Il casting per Strange Nature ha avuto luogo tra giugno e luglio 2014, con diversi ruoli principali ricoperti da attori locali del Minnesota. Per il ruolo del sindaco Paulson, Ojala ha esteso le offerte a numerosi attori di alto profilo, tra cui Kurt Russell e John Goodman - "persone con cui non avevamo affari a parlare", rifletté, "almeno ci abbiamo provato". Alla fine, la parte è andata all'attore veterano Stephen Tobolowsky, che era "entusiasta" di assumere il ruolo, poiché sentiva che il personaggio era scritto realisticamente, piuttosto che come un archetipo malvagio. Le riprese principali si sono svolte nell'arco di 19 giorni nell'agosto 2014 in tutto il Minnesota, principalmente a Duluth e in parti della rurale Contea di Itasca. Ojala ha raccontato che le riprese sono "piuttosto difficili", rilevando un programma "estenuante", una mancanza di comunicazioni via cellulare e computer nelle loro località remote e le complicazioni di infrangere "ogni regola nel libro cinematografico indipendente: avevamo tonnellate di luoghi, tonnellate di personaggi, effetti di trucco / creatura, acrobazie, pupazzi, animali, bambini, persino un neonato". Ojala l'ha paragonato a "capire come realizzare un film come fosse nei primi anni '90". L'attore John Hennigan ha ammesso che sebbene le intense condizioni di ripresa fossero spesso difficili, l'esperienza è stata complessivamente positiva. "Il senso di cameratismo dopo aver terminato questo progetto è stato davvero gratificante", ha detto al Digital Journal, "e il legame che hai con le persone può durare per anni o talvolta per tutta la vita".
Con la maggior parte delle riprese completate nel Minnesota, a Los Angeles sono stati completati diversi pick-up e riprese complesse con effetti speciali. In un post del 29 novembre 2015 sulla pagina Facebook ufficiale di Strange Nature, questi inserti sono stati annunciati completati e il film era "100% in lattina". Aggiornamenti sullo stato di post-produzione di Strange Nature sono stati sporadicamente condivise sui social media del film fino al 20 giugno, 2017, quando il lavoro sul film è stato finalmente annunciato per essere completa.

## Distribuzione
Il primo trailer di Strange Nature è stato rilasciato il 24 luglio 2015. Mentre la postproduzione è continuata per tutto il 2016 e nel 2017, il film ha iniziato a generare buzz su Internet tra i siti Web di film horror e indie. Moviepilot ha inserito Strange Nature nella loro lista dei "10 film horror indie in uscita nel 2017 da non perdere", mentre il sito Web umoristico Cracked.com l'ha inserito nella loro lista dell'autunno 2017 dei "10 Indie Horror Films Coming Out in 2017 You Don't Want to Miss", descrivendo il film come "È come Lo squalo, ma come se lo squalo fosse una rana. What's not to fucking love?". Il trailer finale è stato rilasciato il 22 dicembre 2017 ed è stata descritta su diversi siti web di film importanti, tra cui Dread Central e JoBlo.com's Arrow in the Head.

## Accoglienza
Strange Nature è stato presentato in anteprima ufficiale al Laemmle Glendale Theatre di Los Angeles il 22 settembre 2018, che si è poi svolto per un esclusivo fidanzamento di una settimana. Ad ottobre, il film doveva essere proiettato nell'ambito del Great Western Catskills International Film Festival di Andes, New York, seguito da spettacoli teatrali a Duluth e St. Louis Park, Minnesota. Una distribuzione video on demand, su Redbox e su Amazon sono stati programmati per l'autunno.
Sulla prospettiva di un sequel, Ojala ha osservato in un'intervista con HorrorNews.net, "vogliamo vedere come va il film e lo lasciamo a tempo indeterminato dove potrebbe esserci assolutamente un sequel".

### Critica
Strange Nature ha ricevuto recensioni contrastanti da parte della critica. Detiene una valutazione di approvazione del 50% sul sito di recensioni aggregate Rotten Tomatoes, basato su sei recensioni, con una valutazione media di 4,7/10.
Freddy Beans di Ain't It Cool News l'ha definita una "piccola gemma horror fantastica" e un "geniale sforzo da matricola" per il regista Ojala, elogiando la "fantastica" cinematografia e gli effetti delle creature e concludendo "Non posso spiegare quanto davvero mi sono divertito molto a guardare questa esperienza unica". La rivista horror Rue Morgue ha speso gran parte dei suoi elogi sul cast del film, in particolare le sue "caratterizzazioni tridimensionali" e la performance di Lisa Sheridan, descrivendo il film complessivo come "[tessendo] fili di Erin Brockovich, Baby Killer e Cabin Fever in un arazzo bizzarro, a volte ispiratore di improbabile terrore tra eroe e ambiente". Il Los Angeles Times era leggermente più ambivalente, sentendo che il film mancava di spaventi ma tuttavia lodava gli effetti "di prim'ordine" della creatura e i "personaggi simpatici", complimentandosi con l'angolazione della "piccola fetta di vita" della cittadina e dando a Ojala "complimenti" per "aver reso la sua ambientazione essenziale per la sua storia".

## Fatti alla base del film
Nell'agosto 1995, un gruppo di studenti ha scoperto centinaia di rane deformi che infestavano uno stagno vicino a Henderson, nel Minnesota. Queste deformità consistevano in genere in arti mancanti o extra, occhi fuori posto, mascelle deformate e difetti spinali. Nel 1996, erano state segnalate rane mutate in 35 stati degli Stati Uniti e in tre province canadesi, tra cui quasi i tre quarti delle 87 contee del Minnesota. Dal 1998 al 2000, il governatore e la legislatura del Minnesota hanno finanziato la Minnesota Pollution Control Agency per studiare le deformità delle rane ed hanno lavorato a stretto contatto con scienziati e ricercatori dell'Università del Minnesota, il National Institute of Environmental Health Sciences, l'United States Geological Survey, il National Wildlife Health Center e la United States Environmental Protection Agency per indagare sul problema. Ciononostante, non è stata trovata una risposta conclusiva su ciò che stava causando le deformità e, nel luglio 2001, è stato ritirato il finanziamento per la ricerca.